# Niewola

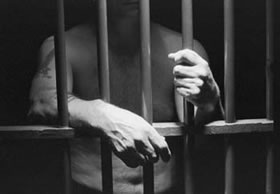
Więzień za kratami – przykład niewoli

Niewola – stan, w którym pojedynczy człowiek lub społeczeństwo (lud, naród) nie rozporządza sobą, lecz poddany jest przymusowi woli wyższej lub obcej; brak wolności, niepodległości, suwerenności.
Niewola jednostki może występować zarówno w stosunku do państwa (np. w razie kary więzienia lub przy  braniu jeńców wojennych), jak i w stosunku do innego człowieka (np. najskrajniejsza forma – niewolnictwo, gdy osoba zniewolona staje się czyjąś własnością). Niewola społeczeństwa może mieć natomiast charakter wewnętrzny (np. przy despotycznych rządach panującego) lub zewnętrzny (np. gdy naród traci swą niepodległość państwową).
Każda rodzaj niewoli wywiera wpływ demoralizujący, osłabia poczucie godności osobistej i narodowej, niszczy zmysł odpowiedzialności, obniża odwagę, rodzi chęć zemsty i buntu.
Niewola na przestrzeni dziejów ludzkości przybierała różne kształty, od przetrzymywania w izolacji osób uznawanych za niebezpieczne w okresie toczącej się wojny, po niewolenie całych społeczności lub narodów.
W czasach od średniowiecza po nowożytne istniały (do początków XXI wieku) obok siebie dwa rodzaje niewoli:
- wojenna, gdzie obowiązywała zasada wykupu (bogaty jeniec mógł się wykupić za umówioną kwotę pieniędzy, biednego czekały zazwyczaj ciężkie, dożywotnie roboty) lub pobytu w specjalnym obozie do zakończenia działań wojennych, względnie uzgodnionej przez strony konfliktu wymiany;
- robocza, gdzie niewolnik nie miał żadnych praw i był sprzedawany lub kupowany dla wykonania określonych czynności (ta forma niewolnictwa istnieje do dzisiaj w niektórych krajach Afryki i Azji oraz, do zakończenia wojny secesyjnej, w USA).